# Павлов, Савелий Ефимович
Савелий Ефимович Павлов — советский хозяйственный, государственный и политический деятель.

## Биография
Родился в 1934 году в деревне Самуйлы. Член КПСС с 1956 года.
С 1953 года — на хозяйственной, общественной и политической работе. В 1953—2010 гг. — журналист районной газеты, военнослужащий Советской Армии, заместитель редактора, редактор браславской районной газеты «Звязда», заведующий отделом, ответственный секретарь, заместитель редактора газеты «Чырвоная змена», секретарь Молодечненского обкома, заместитель заведующего отделом пропаганды и агитации ЦК ЛКСМ Белоруссии, сотрудник аппарата ЦК Компартии Белоруссии, первый заместитель заведующего, заведующий отделом пропаганды и агитации ЦК Компартии Белоруссии, ректор Минской высшей партийной школы, профессор Академии управления при Президенте Республики Беларусь, профессор Института парламентаризма и предпринимательства.
Избирался депутатом Верховного Совета Белорусской ССР 8-11-го созывов. Делегат XXV и XXVI съездов КПСС.
Живёт в Белоруссии.

## Научная деятельность
Автор ряда научных работ в области научного исследования массовой печати, социологии и методологии управления, геополитики, парламентаризма и предпринимательства.